# Damaskegletscher
Der Damaskegletscher ist ein Gletscher in der Mountaineer Range des ostantarktischen Viktorialands. Er fließt östlich des Dessent Ridge in nordwestlicher Richtung und mündet in den Meander Glacier.
Wissenschaftler der deutschen Expedition GANOVEX III (1982–1983) benannten ihn. Namensgeber ist der deutsche Geophysiker Detlef Damaske (* 1947), der an der GANOVEX II, IV, V, VI, VII und VIII beteiligt war.